# Пепа Прасе
Пепа Прасе (енгл. Peppa Pig) британска је анимирана телевизијска серија коју су створили Невил Естли и Марк Бејкер. Радња прати Пепу, антропоморфно прасе, као и њену породицу и вршњаке. Премијера је приказана 31. маја 2004. Серија је временом постала велики хит широм света, а емитована је у преко 180 држава.

## Радња
Серија је заснована на авантурама антропоморфног женске свиње по имену Пепа, њеног млађег брата Џорџа, њене породице и пријатеља. Сваки од њених пријатеља је различита врста сисара. Пепини пријатељи су истих година као и она, и Џорџови пријатељи су исто годиште као и он. Пепа обожава да се игра, али и да скакуће по блатњавим барицама. Свака њихова авантура срећно се завршава уз гласан смех. Епизоде имају тенденцију да представе свакодневне активности као што су одлазак на игралиште, на пливање, посете баби и деди или вожња бицикла. Пепина најбоља другарица је Сузи Овца.

## Ликови
- Пепа Прасе је главни лик серијала. Она ужива у скакању по блатњавим барицама, у игрању са својим медом, причању бајки. Пепа има четири године. Најбоља другарица јој је овца Сузи.
- Џорџ Прасе је Пепин млађи брат. Његова омиљена играчка је диносаурус по имену „Господин Диносаурус” кога Џорџ шесто опонаша са „грррр”. Џорџ има две године.
- Мама Прасе је Пепина и Џорџова мајка.
- Тата Прасе је Пепин и Џорџов отац. Он је прилично лењ и округао у струку. Он је архитекта што се види у многим епизодама.
- Дека и Бака Прасе су родитељи Маме Прасе. Деда Прасе се бави баштованством и најбољи пријатељ му је Дека Пас. Бака Прасе узгаја јабуке, а има и три пилета и папагаја Поли.
- Сузи Овца је Пепина најбоља пријатељица. Она има четири године, исто као Пепа. Сузи воли да се претвара да је болничарка.
- Ребека Зека је једна од Пепиних најбољих пријатељица. Има исто година као и Пепа. Ребека има брата Ричарда, Џорџов вршњак и друг, који исто као и Џорџ има своју омиљену играчку, црвеног диносауруса. Они живе у јазбини и омиљено јело им је торта од шаргарепе.
- Дени Пас је Пепин најбољи друг. Пепин је вршњак и жели да постане капетан као његов тата, Капетан Пас.
- Педро Пони је Пепин вршњак и Пепин друг. Он воли да спава и зато често касни у школу. Педро воли да се игра каубоја.

## Синхронизације
Постоји пет српских синхронизација:
- (2008—2013)

 је синхронизовао целе сезоне 1 и 2, крај сезоне 3 и почетак сезоне 4. Ова синхронизација приказивана је на ТВ Ултра, ТВ Мини, Минимакс ТВ, Пикабу и Казбука док је Минимакс пуштао само прве две сезоне ове синхронизације.
- (2010)

 је синхронизовао прве две сезоне и почетак треће сезоне, коју је после ре-синхронизовао студио Студио. Приказивала се само на каналу Пинк кидс.
- Студио (2015)

Студио је синхронизовао само трећу сезону и део четврте за Минимакс ТВ. Минимакс је за прве две сезоне користио Лаудворксову синхронизацију, а крај четврте сезоне није приказан.
- Blue House (2015)

 је синхронизовао само крај четврте сезоне. Ова синхронизација је премијерно приказана на ТВ Мини. Од 2019. ова синхронизација се приказује на Пинк супер кидс.
- (2021)

Gold Diginet је ресинхронизовао неке епизоде треће сезоне које је раније синхронизовао студио Лаудворкс. Ова синхронизација је приказана само на каналу Ник џуниор.

## Улоге
| Име лика        | Глумац ()                                                                       | Глумац ()                                         | Глумац (Студио)            | Глумац (Blue House)     | Глумац (Gold Digi Net)     |
| --------------- | ------------------------------------------------------------------------------- | ------------------------------------------------- | -------------------------- | ----------------------- | -------------------------- |
| Пепа Прасе      | Јелена Ђорђевић Поповић                                                         | Дејана Барјактаревић                              | Јелена Ђорђевић Поповић    | Јелена Ђорђевић Поповић | Мирјана Мина Ивановић      |
| Џорџ Прасе      | Ана Поповић                                                                     | Александар Баошић Теодора Миљковић (неке епизоде) | Јелена Стојиљковић         | Ана Поповић             | Лазар Перишић              |
| Мама Прасе      | Ана Марковић                                                                    | Теодора Миљковић                                  | Маријана Живановић         | Наташа Поповић          | Весна Паштровић            |
| Тата Прасе      | Дарко Томовић                                                                   | Александар Баошић                                 | Марко Мрђеновић            | Никола Немешевић        | Александар Новаковић       |
| Бака Прасе      | Јелена Стојиљковић (С1, С3-4) Валентина Павличић (С2)                           | Теодора Миљковић                                  | Маријана Живановић Чубрило | Валентина Павличић      | Валентина Павличић         |
| Дека Прасе      | Срђан Јовановић (С1) Марко Мрђеновић (С2-4)                                     | Вукан Вујовић                                     | Марко Мрђеновић            | Срђан Јовановић         | Милан Антонић              |
| Ребека Зека     | Јелена Стојиљковић                                                              | Теодора Миљковић                                  | Јелена Стојиљковић         | Јелена Стојиљковић      | Ивона Рамбосек             |
| Сузи Овца       | Јелена Стојиљковић                                                              | Теодора Миљковић                                  | Јелена Стојиљковић         | Јелена Стојиљковић      | Ивана Тењовић              |
| Кенди Маца      | Наташа Поповић                                                                  | Теодора Миљковић                                  | Јелена Стојиљковић         | Наташа Поповић          | Анђела Џаферовић           |
| Дени Пас        | Срђан Јовановић (С1) Ивана Александровић (С2-4)                                 | Александар Баошић                                 | Марко Мрђеновић            | Срђан Јовановић         | Виктор Мајер               |
| Педро Пони      | Срђан Јовановић (С1) Марко Мрђеновић (С2-4)                                     | Александар Баошић                                 | Марко Мрђеновић            | Срђан Јовановић         | Маријана Живановић Чубрило |
| Зои Зебра       | Јелена Стојиљковић                                                              | Дејана Барјактаревић                              | Маријана Живановић Чубрило | Јелена Стојиљковић      | Милена Моравчевић          |
| Емили Слоница   | Јелена Стојиљковић (С2) Зорана Милошаковић Тасић (С3-4)                         | Дејана Барјактаревић                              | Маријана Живановић Чубрило | Валентина Павличић      | Марија Огњеновић           |
| Фреди           | Андријана Оливерић (С3-4)                                                       |                                                   |                            | Јелена Стојиљковић      | Немања Вановић             |
| Белинда         | Јелена Ђорђевић Поповић                                                         | Теодора Миљковић                                  |                            |                         |                            |
| Мадам Газела    | Јелена Стојиљковић (С1) Валентина Павличић (С2) Зорана Милошаковић Тасић (С3-4) | Теодора Миљковић                                  | Јелена Ђорђевић Поповић    | Валентина Павличић      | Валентина Павличић         |
| Мама Зека       | Јелена Стојиљковић (С1) Јелена Ђорђевић Поповић (С2) Наташа Поповић (С3-4)      |                                                   |                            | Наташа Поповић          | Марија Огњеновић           |
| Госпођа Зека    | Јелена Стојиљковић (С1) Јелена Ђорђевић Поповић (С2) Ана Марковић (С3-4)        | Теодора Миљковић                                  | Јелена Стојиљковић         | Јелена Стојиљковић      | Александра Ђурић Хлишч     |
| Клои Прасе      | Јелена Стојиљковић                                                              |                                                   |                            |                         |                            |
| Беба Александар | Ана Поповић                                                                     |                                                   |                            | Ана Поповић             |                            |

## Списак епизода
| Сезона | Сезона           | Епизоде | Епизоде | Оригинално емитовање | Оригинално емитовање |
| Сезона | Сезона           | Епизоде | Епизоде | Премијера            | Финале               |
| ------ | ---------------- | ------- | ------- | -------------------- | -------------------- |
|        | 1.               | 52      | 52      | 31. мај 2004.        | 30. новембар 2004.   |
|        | 2.               | 52      | 52      | 4. септембар 2006.   | 20. јун 2007.        |
|        | Божићни специјал | 2       | 2       | 25. децембар 2007.   | 25. децембар 2007.   |
|        | 3.               | 52      | 52      | 4. мај 2009.         | 17. децембар 2010.   |
|        | 4.               | 52      | 52      | 23. мај 2011.        | 1. јануар 2013.      |
|        | Специјали        | 3       | 3       | 14. фебруар 2015.    | 6. март 2016.        |
|        | 5.               | 52      | 52      | 24. октобар 2016.    | 21. септембар 2018.  |
|        | Филм             | Филм    | Филм    | 7. април 2017.       | 7. април 2017.       |
|        | 6.               | 52      | 52      | 5. фебруар 2019.     | 7. октобар 2020.     |
|        | 7.               | 65      | 65      | 5. март 2021.        | 23. фебруар 2023.    |
|        | 8.               | 39+     | 39+     | 4. септембар 2023.   | н. п.                |

## Приказивање
Серија се приказивала у преко 180 држава.
- — Никелодион
- — Нова ТВ, Никелодион
- — Мини, Минимакс, Ултра, Пинк кидс,[тражи се извор], Пинк Супер Кидс, РТС 2, Dexy TV, Ник џуниор, Никелодион

## Контроверзе
У прве две сезоне ликови из серије су могли да се виде како се возе колима без везивања појаса или како возе бицикле без кацига. Након реакција јавности, те епизоде су преправљене, а у наредним епизодама појас и кациге су били обавезни.